# Schlachtgeschwader 9
Schlachtgeschwader 9 foi uma unidade de ataque ar-terra da Luftwaffe que prestou serviço durante a Segunda Guerra Mundial. Operou aeronaves Junkers Ju 87, Focke-Wulf Fw 190 e Henschel Hs 129. Esta unidade combateu na frente oriental. Um dos pilotos que passou por esta unidade, Otto Ritz, abateu duas aeronaves e pelo menos 70 tanques inimigos.